# Вогняне кільце II
Вогняне кільце II (англ. Ring of Fire II) — антологія 2008 року, створена редактором-автором-істориком Еріком Флінтом. Це друга антологія в серії «1632» після «Вогняного кільця» (2004).

## Передумова серії
Початкова книга «Вогняне кільце» була помітним відхиленням, оскільки вона проголосила нову еру в написанні художніх серій, оскільки дія відбувалася в авторському середовищі, спільному з іншими письменниками, але особливо і нехарактерно те, що це відбувалося без контролю творця середовища, його автора. Флінт, пояснюючи це, назвав себе азартним гравцем; він продемонстрував це, навмисно попросивши інших письменників взяти участь у створенні основних ниток і сюжетних ліній середовища, так що цей твір і другий великий повноцінний роман серії, «1633», були написані одночасно.
Флінт підтвердив, що великі частини «1633» були суттєво скориговані, навіть викинуті та переписані, оскільки пізніші подання в зібраних історіях у «Вогняному кільці» вплинули на різноманітні та різноманітні сюжетні теми. Щоб отримати докладніші відомості про цю цікаву та історичну літературну подію, див. серію Assiti Shards.

## Оповідання в антології

### «Місто мертвих»
Джей Робісон

### «Ноель повертається додому»
Вірджинія ДеМарс
У передмові до електронної книги Флінт називає цей твір приквелом до його власного короткого роману (нижче), але назва не узгоджується з роботою, зазначеною в електронній таблиці часових рамок 1632.org.

### «Конокради»
Карен Бергстрал
Історія зосереджена на чотирьох колишніх найманцях, які працювали на графа Тіллі, перш ніж їх звільнили за хорошу поведінку та стали торговцями кіньми в Ґрантвілі. Повертаючись до Ґрантвіля після торгівлі кіньми у Франції, торговці стикаються з контингентом іноземних найманців, які готуються атакувати Баденбург, місто-союзника Ґрантвіля. Вони також помічають, що найманці оснащені обладнанням і доктринами часів громадянської війни в США, які вони якимось чином отримали з сучасних історичних книг. Торговці за допомогою американської міліції влаштовують кілька сутичок з армією, перш ніж нарешті знищити їх.

### «Другий випуск?»
Ерік Флінт і Бредлі Х. Сінор
Розповідь Бредлі Х. Сінора про зародження бульварної журналістики в Ґрантвілі. Структура сюжету починається з припущення, що це може бути розповідь про журналістське розслідування, але закінчується гумористичним поворотом. Існує тісний зв'язок між цією історією та «Гамбітом Валленштейна».

### «Дайвінг Белль»
Гуннар Далін і Дейв Фрір
Розповідь Гуннара Даліна та Дейва Фріра про спробу підняти «Вазу» з місця спокою в стокгольмській гавані. Або це складне шахрайство?

### «Подарунок від герцогині»
Вірджинія ДеМарс

### «Щасливчик у картах»
Ендрю Денніс

### «Подорож до Амстердама»
Горг Хафф і Пола Гудлетт
Ця віньєтка Ґорґа Хаффа та Поли Ґудлетт повертається до історії становлення двох груп магнатів, відомих відповідно як «Швейне коло» та «Консорціум Барбі», яка вперше з'являється у творі «Швейне коло», продовжується у творі «Чужі гроші» та інших знакових фонових історіях.

### «Це буде день…»
Волт Бойс
Історія розповідає про вчинки отця Фрідріха Шпее фон Лангенфельда в день його колишньої смерті.

### «Командна продуктивність»
Девід Карріко
Це продовження оповідань Девіда Карріко «Франц і Марла» пов'язане з короткою згадкою про історію, що передувала концерту і відбувалася під час концерту, про яку ми розповідаємо тут. Ця ж історія, але в іншій перспективі, була використана як тло для появи на сцені адмірала Джона Сімпсона та його дружини Мері, коли вони виходять на сцену під час закінчення промислової катастрофи, з якої починається роман «1634: Балтійська війна».
Як продовження і, можливо, кульмінація саги про Франца та Марлу, ця історія показує Марлу в тріумфальному дебюті серед багатих і знаменитих у Магдебурзі, тоді як милий і трагічний Франц знаходить нове музичне русло — і знову може грати публічно — при цьому, нарешті, довів у власних очах гідний «добути дівчину». Подібно до попередніх оповідань про Франца та Марлу, це чудова історія, розказана з майстерністю, яка добре вміє викликати емоції та змалювати складних персонажів, які зазнають важкого життя.

### «Острів Елліс»
Расс Рітґерс
Історія розповідає про випробування селянської родини, яка іммігрувала до Ґрантвіля.

### «Насіння Малунгу»
Джонатан Крессвелл
Історія зосереджена на африканському мирянину-єзуїті, який має термінову місію в Ґрантвілі та інших місцях.

### «Випробування»
Джей Робісон
Сюжет зосереджений на судах італійської художниці Артемізії Джентілескі та домогосподарки з Ґрантвіля.

### «Погоня»
Айвер Купер
Ця історія є продовженням «Великого туру», який був опублікований у Grantville Gazette X, у якому історичні постаті Томас Гоббс і молодий Вільям Кавендіш (граф Девонширу) прибули до місця призначення в Ґрантвіллі та подружилися з кількома молодими леді з «Консорціум Барбі».
Сцена розгортається на тенісному корті, який не працює, і варто зазначити, що Айвер також написав статтю про теніс у неробочий час («Теніс: Гра королів»), яка опублікована в Grantville Gazette XV.

### «Едді і дочка короля»
К. Д. Вентворт
Розгорнута як приквел до книги «1634: Балтійська війна», історія зосереджена на Едді Кантрелл, який потрапив у полон до даців в сум'яті після битви при Вісмарі, зображеної в "1633 ", і вступив у стосунки з донькою Крістіана IV Данського.

### «Другі думки»
Вірджинія ДеМарс
Історія розкриває події, що призвели до шлюбу між батьками Ноель Бріжит Мерфі.

### «Австро-Угорський зв'язок»
Ерік Флінт
Цей короткий роман Флінта повертається до загадкової таємної агентки Ноель Мерфі, представленої в «1634: Повстання Барана», яка розглядала можливість стати католицькою черницею (див. «1634: Повстання барана»).

## Літературне значення та відгуки
Рецензент SFRevu написав, що йому сподобалася книга, бо «персонажам дозволено бути недосконалими. Їм часто дають шанс на спокуту, але вони не завжди ним користуються». Інший рецензент написав, що «ця антологія часом нагадує божевільну ковдру», оскільки «історії пов'язані між собою та з іншими антологіями і романами різними складними способами, підсилюючи одна одну, проливаючи світло на аспекти персонажів і подій, які інакше можна було б проігнорувати». Однак «перлини цієї антології переважують кілька слабких творів» і «від щирого серця рекомендує придбати її». Рецензент також рекомендує перечитати інші романи та антології серії, щоб «по-справжньому оцінити всі взаємозв'язки між різними сюжетними лініями».
«Вогняне кільце II» було включено до списку бестселерів Locus (журнал) у твердій палітурці за один місяць 2008 року під номером 6.